# Miss No Good
A Pu liang Hsziaohua (kínaiul: 不良笑花, pinjin: Bù liáng Xiàohuā), angol címén Miss No Good 2008-ban bemutatott tajvani dráma, főszereplője Rainie Yang, Wilber Pan és Dean Fujioka. Készítette a Comic International Productions (可米瑞智国际艺能有限公司) Csaj Cse-ping (Chai Zhi Ping) (柴智屏) producer és csang Po-jü (Zhang Boyu) (张博昱) rendező közreműködésével.

## Szereplők
- Rainie Yang - Csiang Hsziao-hua (Jiang Xiao Hua) (蔣小花) / Miss Christmas Tree
- Wilber Pan - Tang Men (唐門)
- Dean Fujioka - Csia Sze-lö (Jia Si Le) (賈思樂)
- Michelle Chen - Csiang Mi (Jiang Mi) (江蜜)
- Csien Csang (Jian Chang) - Csiang Ta-su (Jiang Da Shu) (蔣大樹)
- Wen Ying - Csiang (Jiang) nagymama (蔣阿嬷)
- Si Jüan-csie (Shi Yuan Jie) - Tou-ce (Dou Zi) (豆子)
- Xiao Call
- Denny Huang - Laj Zsuj-ko (Lai Rui Ke) (賴瑞克)
- Evonne Hsu